# Julie Laurberg

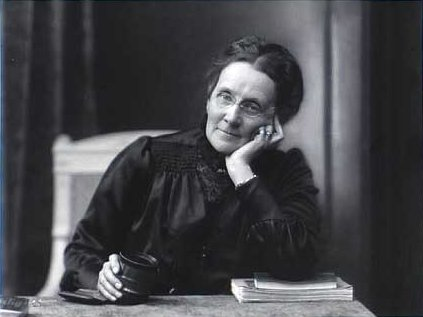
Julie Laurberg im Jahr 1918

Julie Rasmine Marie Laurberg (* 7. September 1856 in Grenå; † 29. Juni 1925 in  Ordrup) war eine dänische Porträt- als auch eine Architekturfotografin sowie Unternehmerin.

## Werdegang
Julie, die Tochter des Prokurators und Gutsverwalters Peter Adam Severin Laurberg (1819–1859) und seiner Ehefrau Johanne Jørgine Schou (1824–1907), ging bei dem Porträtmaler und Fotografen Leopold Hartmann in die Lehre und vervollkommnete ihre fotografische Ausbildung in Paris und Italien. 1895 gründete sie in der Kopenhagener Innenstadt am Kongens Nytorv im Magasin du Nord ein eigenes Atelier. Obwohl Julie Laurberg sich von der internationalen fotokünstlerischen Szene weitgehend fernhielt, gewann sie auf der Pariser Weltausstellung 1900 eine Silbermedaille in der Branche Fotografie.
1907 eröffnete Julie Laurberg zusammen mit ihrer ehemaligen Schülerin Franziska Gad (1873–1921) die Firma  Julie Laurberg & Gad. Bereits 1910 konnten beide Unternehmerinnen als Königliche Hoffotografinnen firmieren.
Mit Vorliebe verließ Julie Laurberg das Atelier und nahm dänische Schlösser auf. Bei der Porträtierung ihrer Kunden im Atelier experimentierte sie mit diffusen Umrissen und probierte Edeldruckverfahren.
Im Vorstand der Dänischen Fotografischen Gesellschaft war Julie Laurberg als handwerklich geschickte Fotografin lange Jahre für den Fragenkreis Technik zuständig.
Als Unternehmerin stellte sie vorzugsweise Frauen ein und arbeitete gewerkschaftlich mit. Am Anfang des 20. Jahrhunderts trieb sie in Dänemark die Entwicklung des Urheberrechts voran.
Als Mitglied des 1871 gegründeten Dänischen Frauenvereins profilierte sich Julie Laurberg mit der Zeit als Frauenrechtlerin.
Julie Laurberg – eine hochgewachsene Frau – hielt sich immer gerade. In ihren letzten Jahren ging sie dann allerdings bei schlechter Gesundheit leicht gebeugt. Nach Julie Laurbergs Tode wurde das Fotoatelier unter dem Namen Julie Laurberg & Gads Eftf. (efterfølgere – Nachfolger) noch bis 1939 weitergeführt.